# 小瓣萼距花
小瓣萼距花（学名：Cuphea micropetala）为千屈菜科萼距花属下的一个种。

## 扩展阅读
- 維基物種上的相關：小瓣萼距花